# Кладония мягкая
Кладо́ния мягкая (лат. Cladonia mitis) — вид лишайников рода Кладония (Cladonia) семейства Кладониевые (Cladoniaceae).

## Ботаническое описание
Кустистый лишайник высотой от 3 до 6 см, образующий, в основном три, реже две или четыре цилиндрические прямостоячие ветви диаметром от 0,5 до 0,8 мм, с перфорированной или гладкой войлочной (паутинистой) поверхностью, белого, желтовато-сизго или серовато-соломенного цвета. Основной стебель отчетливо заметен, конечные веточки светлоокрашенные или слегка буроватые (редко — бурые), расходятся в разные стороны, или более или менее прямостоячие, изредка наклоненые в одну сторону. Хроматографическом обследованием выявлено наличие усниновой и, в меньших количествах, других органических кислот. Фикобионт — в основном, нитчатые зелёные водоросли рода Трентеполия.

## Распространение и экология
Встречается в Евразии, Гренландии, северной и умеренной Северной Америке, Южной Америке, Новой Зеландии.
Светолюбивый вид, растет в открытых местах в сосновых лесах, в тундрах, на верховых болотах, замшелых скалах. 

## Значение и применение
Служит сырьём для производства лекарственных препаратов (на основе усниновой кислоты).
Хорошо поедается северным оленем (Rangifer tarandus).